# Absolut magnitud
Absolut magnitud är ett mått på en stjärnas verkliga ljusstyrka oavsett dess avstånd från jorden. Beteckningssättet är omvänt på så sätt att ett stort positivt värde motsvarar en liten ljusstyrka, medan ett litet positivt värde motsvarar en stor ljusstyrka, och negativa värden motsvarar en mycket stor ljusstyrka. För att ange en stjärnas ljusstyrka som den uppfattas från jorden används måttet skenbar magnitud.
Varje steg i magnitudskalan innebär en skillnad i ljusstyrka med en faktor på {\displaystyle 100^{1/5}\approx 2,\!512}. Till exempel har stjärnan Sirius en absolut magnitud på 1,47 och är därmed cirka 22 gånger ljusstarkare ({\displaystyle 2,\!512^{4,83-1,47}=22,\!08}) än solen som har en absolut magnitud på 4,83. Då solen befinner sig betydligt närmare jorden (8 ljusminuter eller 0,000016 ljusår) än Sirius (8,6 ljusår) så uppfattas solen som mycket ljusstarkare och har en skenbar magnitud på -26,7 medan Sirius skenbara magnitud är -1,46, eller 12 miljarder gånger mindre.

## Definition
Inom astronomi den magnitud, m, ett objekt skulle ha om det låg på ett standardavstånd (vanligen 10 parsec) från jorden, vid frånvaro av interstellär extinktion. Med hjälp av absolut magnitud kan man jämföra ljusstyrkan hos objekt med olika avstånd från observatören.
Den absoluta magnituden använder samma princip som den skenbara magnituden och har därmed en skillnad i ljusstyrka på ~2,512 mellan stegen. Att man har just den siffran beror på att man vill att fem steg ska motsvara en faktor på 100 i ljusstyrka (2,5125 ≈ 100). Vintergatan, till exempel, har en absolut magnitud på ungefär -20,5. Så en kvasar med en absolut magnitud på -25,5 är 100 gånger ljusstarkare än vår galax. Om den här kvasaren och Vintergatan kunde ses sida vid sida skulle kvasaren vara 5 magnituder (eller 100 gånger) ljusstarkare än vår galax.
Månen har en skenbar magnitud på cirka -12 men en absolut magnitud på över +33, vilket innebär att den inte skulle kunna observeras ens med rymdteleskopet Hubble om den placerades 10 parsec bort (belyst där av en stjärna precis som nu).

## Absolut magnitud för stjärnor och galaxer (M)
Inom stjärn- och galaxastronomi är standardavståndet 10 parsec (ungefär 32,6 ljusår, eller 3×1014 kilometer). En stjärna vid 10 parsecs avstånd har en parallax på 0,1" (bågsekunder). 10 parsec är ett relativt kort avstånd, men flera välkända stjärnor ligger närmare än så; Vega ligger 7,7 parsec bort och Sirius 2,6 parsec. Galaxer är mycket större än 10 parsec, för att de ska kunna jämföras med enskilda stjärnor mäts därför det samlade ljuset från en galax och placeras i ett enda stjärnliknande punktobjekt.
Vid definitionen av absolut magnitud är det nödvändigt att specificera typen av elektromagnetisk strålning som man mäter. När man syftar på det totala energiflödet är den korrekta termen bolometrisk magnitud. Ju svagare ett objekt (vid ett avstånd på 10 parsec) skulle se ut, desto högre är dess absoluta magnitud. På samma sätt är ett objekt ljusare ju lägre absolut magnitud det har. En matematisk ekvation relaterar skenbar magnitud med absolut magnitud via parallax. 
Några stjärnor synliga för det blotta ögat har en absolut magnitud som är kapabel att skapa skuggor från 10 parsec; Rigel (-7,0), Deneb (-7,2), Naos (-6,0) och Betelgeuse (-5,6). Som jämförelse har Sirius en absolut magnitud på 1,4 och solen har en absolut magnitud på 4,83 (och tjänar som en referenspunkt). 
Absoluta magnituder hos stjärnor ligger oftast inom intervallet från -10 till +17. Den absoluta magnituden hos galaxer kan vara mycket lägre (ljusare). Till exempel har den enorma elliptiska galaxen M87 en absolut magnitud på -22 och är därmed ca 54 miljarder gånger ljusstarkare än solen (2,51226,83 ≈ 54 × 109)

### Beräkning
Den absoluta magnituden {\displaystyle M\!\,} hos ett objekt med en skenbar magnitud på {\displaystyle m\!\,} kan beräknas med:
{\displaystyle M=m-5(\log _{10}{D_{L}}-1)\!\,}
där {\displaystyle D_{L}\!\,} är objektets luminositetsavstånd mätt i parsec (cirka 3,2616 ljusår).
För objekt i vår astronomiska närhet (som stjärnor i Vintergatan) är luminositetsavståndet DL nästan identiskt med det riktiga avståndet eftersom rumtiden i vår galax nästan är euklidisk. För objekt mycket längre bort är inte den euklidiska approximationen längre giltig och allmänna relativitetsteorin måste användas för att beräkna ljusstyrkeavståndet för ett sådant objekt. 
Med den euklidiska approximationen för näraliggande objekt kan den absoluta magnituden {\displaystyle M\!\,} beräknas från dess skenbara magnitud och parallax:
{\displaystyle M=m+5(\log _{10}{\pi }+1)\!\,}
där π är stjärnans parallax i (bågsekunder).
Det går också att beräkna den absoluta magnituden {\displaystyle M\!\,} hos ett objekt med den skenbara magnitud {\displaystyle m\!\,} och en avståndsmodul {\displaystyle \mu \!\,}:
{\displaystyle M=m-{\mu }\!\,}

#### Exempel
Rigel har en skenbar magnitud på mV=0,18 och ett avstånd på ungefär 773 ljusår.
MVRigel = 0,18 + 5*log10(32,616/773) = -6,7
Vega har en parallax på 0,133" och en skenbar magnitud på +0,03
MVVega = 0,03 + 5*(1 + log10(0,133)) = +0,65
Alfa Centauri har en parallax på 0,750" och en skenbar magnitud på -0,01
MVα Cen = -0,01 + 5*(1 + log10(0,750)) = +4,37
Galaxen M64 har en skenbar magnitud på mV=+9,36 och en distansmodul på 31,06.
MVM64y = 9.36 - 31,06 = -20.01

### Skenbar magnitud
Med hjälp av den absoluta magnituden {\displaystyle M\!\,} kan man för objekt inom vår galax också räkna ut den skenbara magnituden {\displaystyle m\!\,} från ett godtyckligt avstånd {\displaystyle d\!\,}:
{\displaystyle m=M+5(\log _{10}{d}-1)\!\,}
För objekt på mycket långa avstånd (utanför vår galax) bör luminositetsavståndet DL användas istället för d.

## Absolut magnitud hos planeter (H)
För planeter, kometer och asteroider används en annan definition på absolut magnitud som är anpassad för icke stellära objekt.
I det här fallet är den absoluta magnituden definierad som den skenbara magnituden objektet skulle ha om det var en astronomisk enhet (AE) från både observatören och solen samt vid en fasvinkel på 0 grader. Detta är en fysisk omöjlighet eftersom observatören skulle behöva befinna sig i solens centrum, men det är praktiskt för beräkningar och jämförelser.
För att omvandla en stellär eller galaktisk absolut magnitud till en planetär absolut magnitud; subtrahera 31,57. Den här faktorn motsvarar också skillnaden mellan solens skenbara magnitud på -26,8 och dess (stellära) absoluta magnitud på +4,8. Därmed har Vintergatan (med en galaktisk absolut magnitud på -20,5) en planetär absolut magnitud på -52.

### Beräkningar
Formel för H: (Absolut magnitud)
{\displaystyle H=m_{Solen}-5\log _{10}{\frac {{\sqrt {a}}r}{d_{0}}}\!\,}
där {\displaystyle m_{Solen}\!\,} är den skenbara magnituden av solen på ett avstånd av 1 AE (-26,8), {\displaystyle a\!\,} är objektets geometriska albedo (ett värde mellan 0 och 1), {\displaystyle r\!\,} är dess radie och {\displaystyle d_{0}\!\,} är 1 AE (≈149,6 Gm).

#### Exempel
Månen: {\displaystyle a_{mane}\!\,} = 0,12, {\displaystyle r_{mane}\!\,} = 3476/2 km = 1738 km
{\displaystyle H_{mane}=m_{solen}-5\log _{10}{\frac {{\sqrt {a_{mane}}}r_{mane}}{d_{0}}}=+0{\text{,}}25\!\,}

### Skenbar magnitud
Den absoluta magnituden kan användas för att beräkna den skenbara magnituden hos ett objekt under vissa förutsättningar.
{\displaystyle m=H+2{\text{,}}5\log _{10}\left({\frac {d_{BS}^{2}d_{BO}^{2}}{p(\chi )d_{0}^{4}}}\right)\!\,}
där
{\displaystyle d_{0}\!\,} är 1 AE, {\displaystyle \chi \!\,} är fasvinkeln, vinkeln mellan sol-objektlinjen och objekt-observatörslinjen. Genom cosinussatsen får vi:
{\displaystyle \cos {\chi }={\frac {d_{BO}^{2}+d_{BS}^{2}-d_{OS}^{2}}{2d_{BO}d_{BS}}}\!\,}
{\displaystyle p(\chi )\!\,} är fasintegralen (integration av reflekterat ljus, ett värde mellan 0 och 1).
Exempel: En ideal diffus reflekterande sfär – en rimlig första approximation för planetära objekt.
{\displaystyle p(\chi )={\frac {2}{3}}\left(\left(1-{\frac {\chi }{\pi }}\right)\cos {\chi }+\left({\frac {1}{\pi }}\right)\sin {\chi }\right)\!\,}
En fullfas diffus sfär reflekterar ⅔ så mycket ljus som en diffus skiva av samma diameter.
Avstånd:
{\displaystyle d_{BO}\!\,} är avståndet mellan observatören och objektet (body).
{\displaystyle d_{BS}\!\,} är avståndet mellan solen och objektet.
{\displaystyle d_{OS}\!\,} är avståndet mellan observatören och solen.

#### Exempel
Månen
{\displaystyle H_{mane}\!\,} = +0,25
{\displaystyle d_{OS}\!\,} = {\displaystyle d_{BS}\!\,} = 1 AE
{\displaystyle d_{BO}\!\,} = 384,5 Mm = 2.57 mAE
Hur ljus är månen från jorden?
Fullmåne: {\displaystyle \chi \!\,} = 0, ({\displaystyle p(\chi )\!\,} ≈ 2/3)
{\displaystyle m_{mane}=0{\text{,}}25+2{\text{,}}5\log _{10}\left({\frac {3}{2}}0{\text{,}}00257^{2}\right)={\text{ –}}12,26\!\,}
(Faktiskt värde -12,7) En fullmåne reflekterar 30 % mer ljus vid full fas än en perfekt diffus reflektor förutspår.
Kvartsmåne: {\displaystyle \chi \!\,} = 90°, {\displaystyle p(\chi )\approx {\frac {2}{3\pi }}\!\,} (om diffus reflektor)
{\displaystyle m_{mane}=0{\text{,}}25+2{\text{,}}5\log _{10}\left({\frac {3\pi }{2}}0{\text{,}}00257^{2}\right)={\text{ –}}11,02\!\,}
(Faktiskt värde -11,0) Den diffusa reflektorn fungerar bättre som approximation vid små faser.